# Terelabrus flavocephalus
Terelabrus flavocephalus là một loài cá biển thuộc chi Terelabrus trong họ Cá bàng chài. Loài cá này được mô tả lần đầu tiên vào năm 2016. Tiêu bản duy nhất của T. flavocephalus được thu thập tại Maldives. Khác với hai loài còn lại, T. flavocephalus có những vệt đốm màu vàng ở hai bên đầu và mang.

## Từ nguyên
Từ định danh của loài, flavocephalus, trong tiếng Latinh có nghĩa là "đầu vàng", hàm ý đề cập đến các vệt vàng trên đầu và mang của loài này.